# Графство Зоненберг
Господство и Графство Зоненберг (на немски: Herrschaft Sonnenberg, Grafschaft Sonnenberg) е територия на Свещената Римска империя със столица Нюцидерс във Форарлберг, Австрия. Графството съществува през 1424 – 1511 г., след това е към Австрия.

## История
Господарите на Зоненберг са споменати за пръв път в документи през 1242 г. Император Фридрих III издига на 11 август 1463 г. господството Зоненберг на графство и фамилията на Еберхард I и неговите наследници на управляващи имперски графове на Зоненберг. Граф Еберхард I продава с договор на 31 август 1474 г. Графството Зоненберг за 34 000 гулдена на херцог Сигизмунд от Австрия, управител на Инсбрук.

## Списък на графовете на Зоненберг
Граф Еберхард I от Зоненберг и неговите деца:
- Еберхард I (1424 – 1479), 1. имперски граф от 1463, женен за Кунигунда фон Монтфорт-Тетнанг
  - Еберхард II († 1483), 2. имперски граф от 1479, женен 1481 за Анна фон Фюрстенберг (1467, +ca 21.1.1522)
  - Йохан (1470 – 1510), 3. имперски граф Зоненберг цу Волфег от 1483, женен за Йохана графиня фон Дом Салм
  - Андреас, († 1511, убит от граф Феликс от Верденберг), 4. имперски граф от 1510, женен за Маргарета от Щархемберг
Линията свършва по мъжка линия
    - Сибила, наследничка

  - Ото IV фон Зоненберг, епископ на Констанц († 1491)
  - Барбара, омъжена за Йорг (Георг) граф на Верденберг-Сарганс (Монтфорт)